# Return of the Seven
Return of the Seven (A Volta dos Sete Homens, Sete Homens e um Destino II ou A Volta dos Sete Magníficos no Brasil, e O Regresso dos 7 Magníficos em Portugal) é um filme, coproduzido pelos Estados Unidos e Espanha, de 1966, do gênero western, dirigido por Burt Kennedy, roteirizado por Larry Cohen e com música de Elmer Bernstein. É a primeira sequela do êxito das salas de cinema The Magnificent Seven (1960), sendo Yul Brynner o único ator do elenco original que reprisou seu papel.

## Sinopse
Os sete homens ressurgem, quando a aldeia mexicana é novamente ameaçada por outro bando de bandidos.

## Elenco
- Yul Brynner ....... Chris
- Robert Fuller ....... Vin
- Julián Mateos ....... Chico (como Julian Mateos)
- Warren Oates ....... Colbee
- Claude Akins ....... Frank Riker
- Elisa Montés ....... Petra (como Elisa Montes)
- Fernando Rey ....... Padre
- Emilio Fernández ....... Lorca (como Emilio Fernandez)
- Virgílio Teixeira ....... Luis (como Virgilio Texeira)
- Rodolfo Acosta ....... Lopez (como Rudy Acosta)
- Jordan Christopher ....... Manuel
- Gracita Sacromonte ....... Dançarina flamenco
- Carlos Casaravilla ....... Primeiro peão
- Ricardo Palacios ....... Jailer

## Literatura
- HARBACH, Estevão Rainer – Guia de Filmes 2000 – Grafiven: Gráfica e Editora Venezuela
- MALTIN, Leonard –  Leonard Maltin’s Movie Guide 2010 – Penguin
- QUINLAN, David – Illustracted Directory of Film Stars – 1986 – B.T. Batsford Ltd.